# Климент II (папа)
Папа Климент II (на латински: Clemens.PP.II) е глава на Католическата църква, 149-ия папа в Традиционното броене.